# Tom Hopper
Thomas Edward Hopper, més conegut com a Tom Hopper, (Coalville, Leicestershire, 28 de gener de 1985) és un actor de cinema i sèries de televisió anglès, conegut per interpretar a Sir Percival a la sèrie de la BBC Merlin i a Dickon Tarly a Game of Thrones.

## Biografia
Tom Hopper va néixer el 28 de gener de 1985 a la localitat anglesa de Coalville, a Leicestershire. Va estudiar interpretació al Rose Bruford College, d'on es va graduar el 2006. Mentre estudiava, va realitzar treballs com The Tempest, The Way of the World, Friday Night i Festen. També va ser contractat per a una posada en escena d As You Like It al Watford Palace Theatre. Ha treballat en diversos programes de televisió i pel·lícules com Saxon, Casualty, Kingdom i Doctors.
Va interpretar a Marcus a Tormented, una comèdia de terror sobre un adolescent intimidat que torna de la mort per a venjar-se dels seus companys de classe. La pel·lícula, realitzada per BBC Films i Forward Films, es va estrenar el 22 de maig de 2009 al Regne Unit.
Va ser escollit per a encarnar el paper de Sir Percival, a la sèrie de la BBC Merlin. Va aparèixer en un episodi de la tercera temporada i en tots els de la quarta i cinquena.
El 3 de juny de 2012, va participar en el programa de concursos Deal or No Deal. L'any 2012 va participar en la pel·lícula Cold, filmada a Irlanda.
Va interpretar a Billy Bones a Black Sails, sèrie dramàtica que reprèn algunes idees i personatges de L'illa del tresor, de Robert Louis Stevenson.
Forma part del repartiment de The Umbrella Academy en el paper de Luther Hargreeves, sèrie de Netflix estrenada el 15 de febrer de 2019.

## Filmografia

### Televisió
| Any       | Títol                | Paper               | Canal   | Notes                                                                        |
| --------- | -------------------- | ------------------- | ------- | ---------------------------------------------------------------------------- |
| 2007      | Casualty             | Hugh 'Chewy' Mullen | BBC One | Temporada 21, episodi 31                                                     |
| 2008      | Kingdom              | Soldat              | ITV     | Temporada 2, episodi 3                                                       |
| 2008      | Doctors              | Josh Mullen         | BBC One | Temporada 10, episodi 118: "Don't Try This at Home"                          |
| 2010      | Doctor Who           | Jeff                | BBC One | Temporada 5, episodi 1: "The Eleventh Hour"                                  |
| 2010–2012 | Merlin               | Sir Percival        | BBC One | Temporada 3 (1 episodi), Temporada 4 (11 episodis) Temporada 5 (13 episodis) |
| 2012      | Good Cop             | Andy Stockwell      | BBC One | 2 episodis                                                                   |
| 2014-2017 | Black Sails          | Billy Bones         | Starz   | Paper principal                                                              |
| 2017      | Game of Thrones      | Dickon Tarly        | HBO     | Temporada 7, episodis 4 i 5                                                  |
| 2019      | The Umbrella Academy | Luther Hargreeves   | Netflix | Paper principal                                                              |

### Cinema
| Any  | Títol                   | Paper         |
| ---- | ----------------------- | ------------- |
| 2007 | Saxon                   | Pescador      |
| 2009 | Tormented               | Marcus        |
| 2012 | Cold                    | Tom           |
| 2014 | Northmen: A Viking Saga | Asbjörn       |
| 2018 | I Feel Pretty           | Grant LeClair |